# 倉敷駅

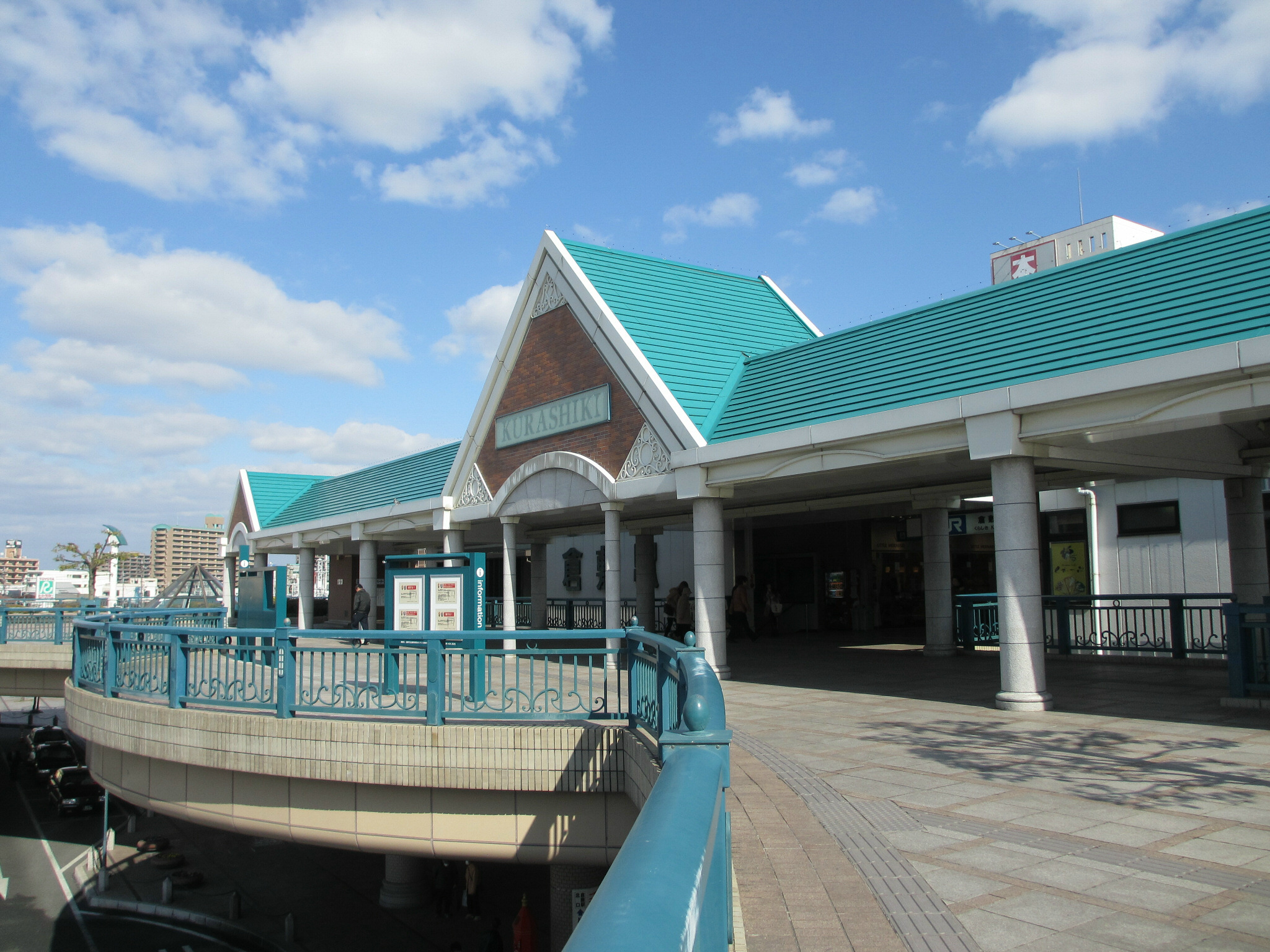
北口（2017年3月）

倉敷駅（くらしきえき）は、岡山県倉敷市阿知一丁目にある、西日本旅客鉄道（JR西日本）の駅。

## 概要
倉敷市および倉敷地域の中心駅である。倉敷市の「倉敷地区」のうち倉敷駅はその周辺とで地域としての独自の集積市街地を形成する。そのため、倉敷駅とその周辺市街地についても本項で記述する。JR線のほかにも水島臨海鉄道や多くの路線バスが発着する。
当駅の所属線である山陽本線と、伯備線が乗り入れ、接続駅となっている。伯備線は当駅が線路名称上の起点駅ではあるが、2022年（令和4年）3月12日（土）のダイヤ改正以降運転系統上はすべての列車が岡山駅以遠まで直通している。駅番号は山陽本線がJR-W05、伯備線がJR-V05。
山陽新幹線の西進に当たって、当駅に新幹線駅を併設する案もあったが、建設にかかるコストや用地取得の手間などを勘案して、玉島駅（当時）を新幹線駅として、1975年（昭和50年）、同新幹線の岡山駅 - 博多駅の開通と同時に新倉敷駅と改称して併設開業している。そのため、倉敷駅には新幹線は通っておらず、山陽新幹線広島駅方面 - 伯備線米子駅方面間を利用する場合は、分岐駅通過の特例で当駅 - 岡山駅間を往復できる（この際、当駅 - 岡山駅間での途中下車は認められない）。なお、このような特例は新倉敷駅 - 当駅間には設定されていない。
倉敷駅は駅長が配置された直営駅であり、管理駅として山陽本線の中庄駅 - 鴨方駅、伯備線の清音駅 - 備中広瀬駅間各駅・吉備線の東総社駅 - 足守駅間を管轄している。このうち中庄駅・総社駅は地区駅として駅長（部内的には倉敷駅助役）を配置し、前者は地区駅単独で存在し、後者は伯備線・吉備線を管轄しているため、完全に倉敷駅の直轄となっているのは西阿知駅のみである。
事務管コードは▲650612を使用している。
このほかにも水島臨海鉄道の倉敷市駅が近接しており、乗換が可能である。

## 歴史
- 1891年（明治24年）
  - 4月25日：山陽鉄道の駅として開業、旅客・貨物の取扱を開始[1]。駅舎は木造平屋建てであった。開業当初は岡山駅から延伸し、暫定的な終点であった。
  - 7月14日：笠岡駅まで開通。
- 1906年（明治39年）12月1日：山陽鉄道の国有化により官営鉄道の駅となる[1]。
- 1909年（明治42年）10月12日：線路名称制定。山陽本線の所属となる。
- 1925年（大正14年）2月17日：伯備線が当駅から宍粟駅（現・豪渓駅）まで開業[6]。
- 1941年（昭和16年）9月20日：木造モルタル造り・一部2階建ての2代目駅舎が竣工。
- 1947年（昭和22年）12月8日：岡山県内に昭和天皇の戦後巡幸。同月11日にかけてお召し列車が発着[7]。
- 1965年（昭和40年）9月24日：みどりの窓口営業開始。
- 1973年（昭和48年）10月1日：貨物の取扱を廃止[1]。
- 1980年（昭和55年）：南口駅前再開発が竣工。県内で初めてペデストリアンデッキのある歩車分離の駅前になる。
- 1981年（昭和56年）8月1日：3代目の現駅舎が竣工し、橋上駅になり北口ができる[8]。
- 1983年（昭和58年）8月：駅ビル竣工。
- 1987年（昭和62年）4月1日：国鉄分割民営化によりJR西日本の駅となる[1]。
- 1996年（平成8年）3月16日：荷物扱い廃止[1]。
- 1997年（平成9年）：倉敷チボリ公園の開園[9] にあわせ北口駅前整備工事が竣工。
- 2007年（平成19年）
  - 3月21日：ホームにエレベーター設置[10]。
  - 5月20日：自動改札機導入。
  - 9月1日：ICカード「ICOCA」の利用が可能となる。
- 2013年（平成25年）2月：駅ビルを8階から2階に減築する工事が着工。
- 2015年（平成27年）
  - 3月：駅ビルの減築工事が竣工。
  - 4月27日：「サンステーションテラス倉敷」（さんすて倉敷）が開業。
- 2020年（令和2年）9月：駅ナンバリング導入[11][12]。
- 2022年（令和4年）10月21日：みどりの券売機プラス稼働開始[2]。

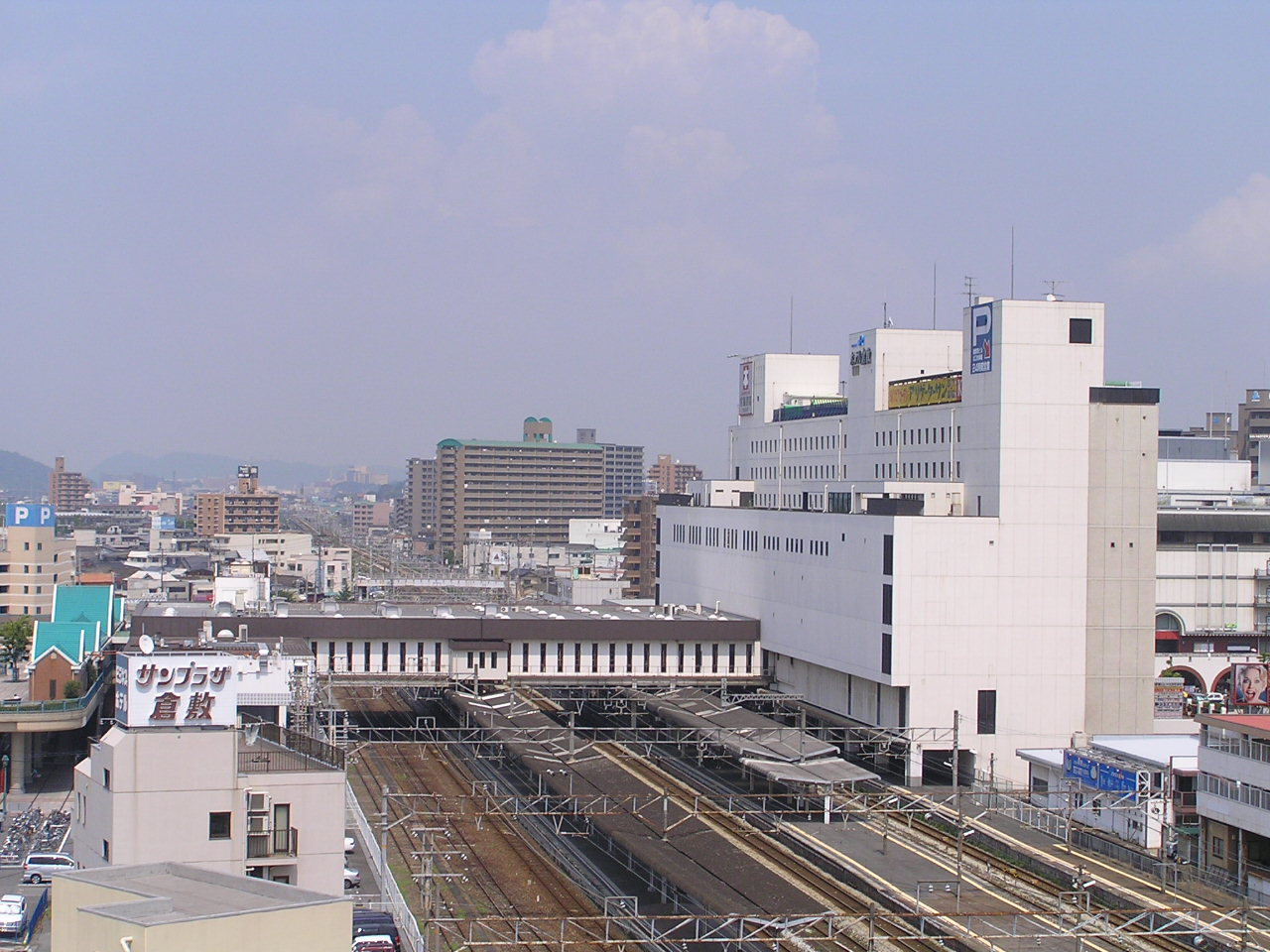
駅ビル減築前の駅全景（2007年）
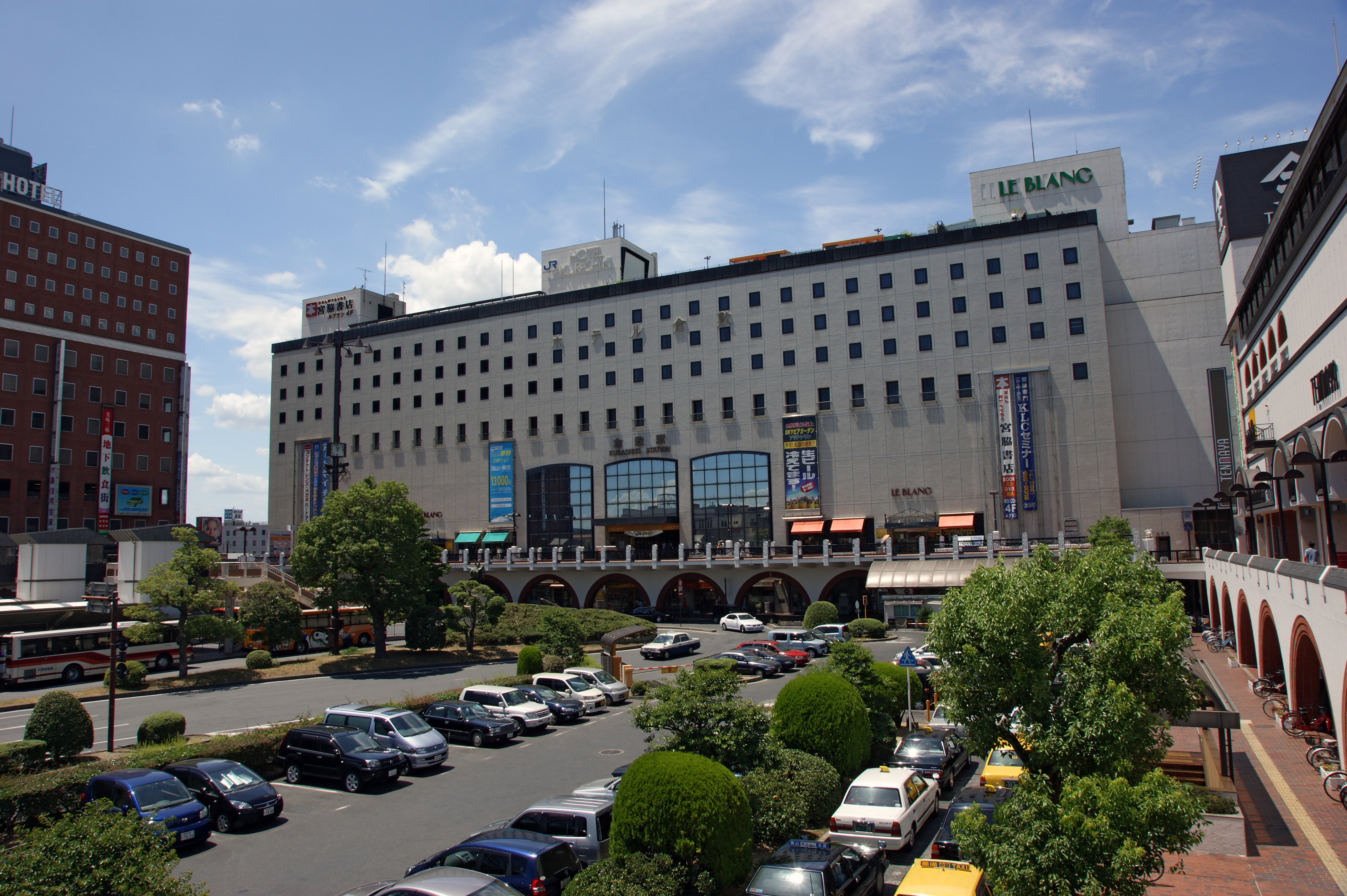
減築前の南口の駅ビル（2008年）

## 駅構造
単式ホーム1面1線と島式ホーム2面4線、合計3面5線のホームを持つ地上駅で橋上駅舎を有する。南北駅前広場のペデストリアンデッキ（立体横断施設）によって、駅と街や施設が道路を跨いで直接結ばれている。駅ホームにエレベーターは設置されているが、エスカレーターは設置されていない。
山陽本線福山方面に出入りする列車は基本的に1・3番のりばを使用する。2番のりばは当駅止まりと回送・臨時列車、水島臨海鉄道へ乗り入れる下り貨物列車が使用する。水島臨海鉄道へは1番のりばからも発車可能。
4・5番のりばは伯備線に出入りする列車が使用する（岡山方面に向かう列車は2・3・5番のりばからの発車がある）。
当駅と中庄駅の間に、伯備線の下り列車が山陽本線の上下線をオーバークロス（立体交差）するための別線が設置されているが、伯備線の上り列車が岡山方面に出発する際に使用する渡り線とは当駅構内岡山寄りでの平面交差になっている。
水島臨海鉄道から山陽本線に乗り入れる上り貨物列車は、3番のりばと4番のりばの間の側線を使用している。そのため、列車運転指令上ではこの側線が「4番線」となり、4・5番のりばは「5番線」「6番線」とされる。さらにその横にも伯備線方面からのみ入線可能な側線として「7番線」が存在する。この側線と4・5番のりばは岡山方面と伯備線方面の双方への発車に対応している。
現在の入線メロディは表記の通りだが、当初はすべての番線で「いい日旅立ち」のスローバージョンが流れていた。2012年3月頃に入線メロディが廃止されすべての番線でJR西日本標準メロディのみになったが、4月下旬に再度流れるようになり、入線メロディの後に続いてJR西日本標準メロディも流れるようになった。
ICOCA利用可能駅（相互利用可能ICカードはICOCAの項を参照）。自動改札機も普通の開閉式のものが用いられている。
駅スタンプは「倉敷美観地区」。

### のりば
| のりば | 路線     | 方向 | 行先             | 備考         | 入線メロディ                                |
| ------ | -------- | ---- | ---------------- | ------------ | ------------------------------------------- |
| 1      | 山陽本線 | 下り | 新倉敷・福山方面 |              | いい日旅立ち+JR西日本標準メロディ           |
| 2・3   | 山陽本線 | 上り | 岡山方面         | 福山方面から | 線路は続くよどこまでも+JR西日本標準メロディ |
| 4      | 伯備線   | 下り | 新見・米子方面   |              | 汽車+JR西日本標準メロディ                   |
| 5      | 伯備線   | 上り | 岡山方面         | 新見方面から | 汽車+JR西日本標準メロディ                   |

- 岡山駅 - 当駅間の区間列車が設定されている。2021年10月1日までは岡山発0時に当駅止まりが設定されていた。

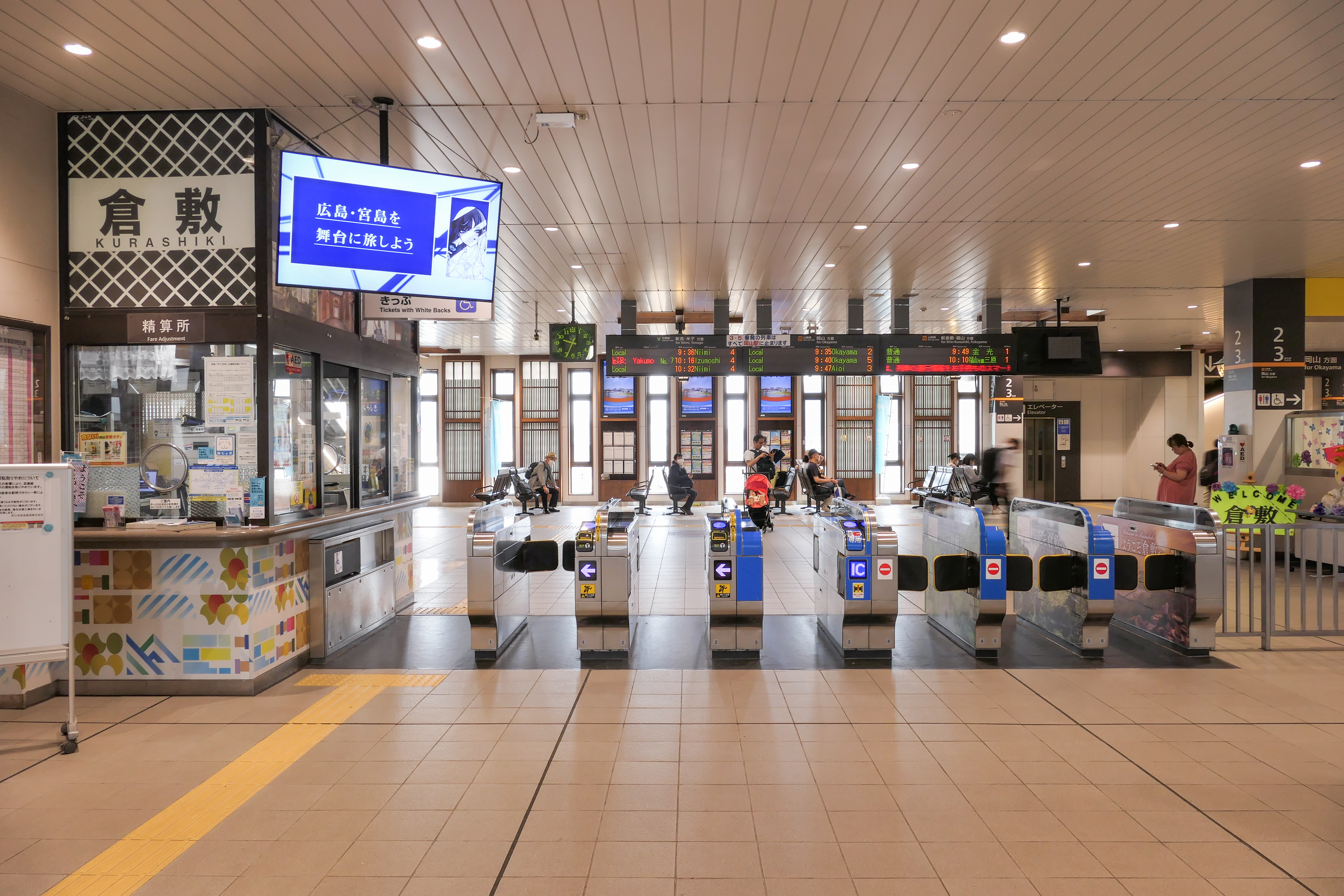
改札口（2023年6月）
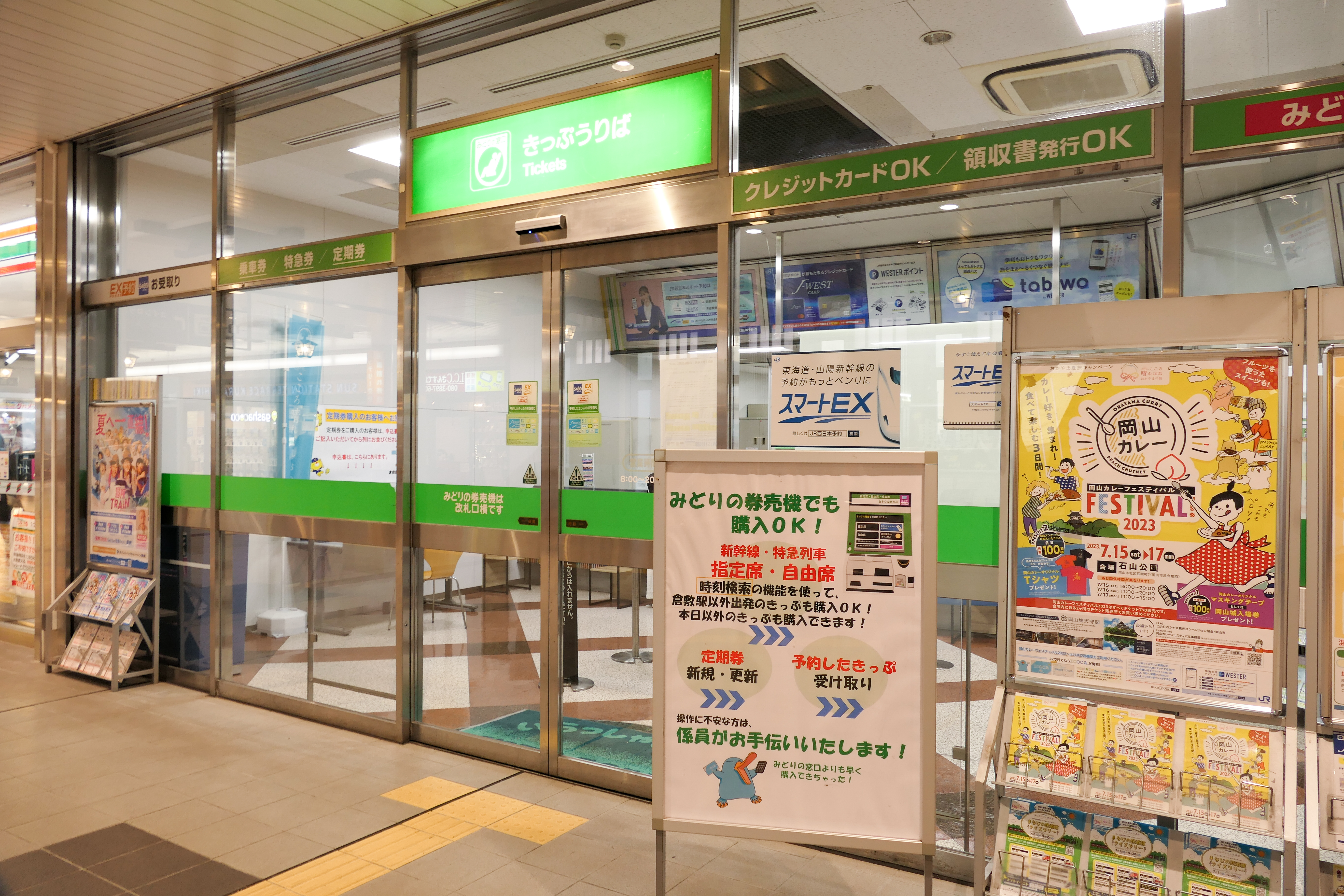
みどりの窓口（2023年7月）
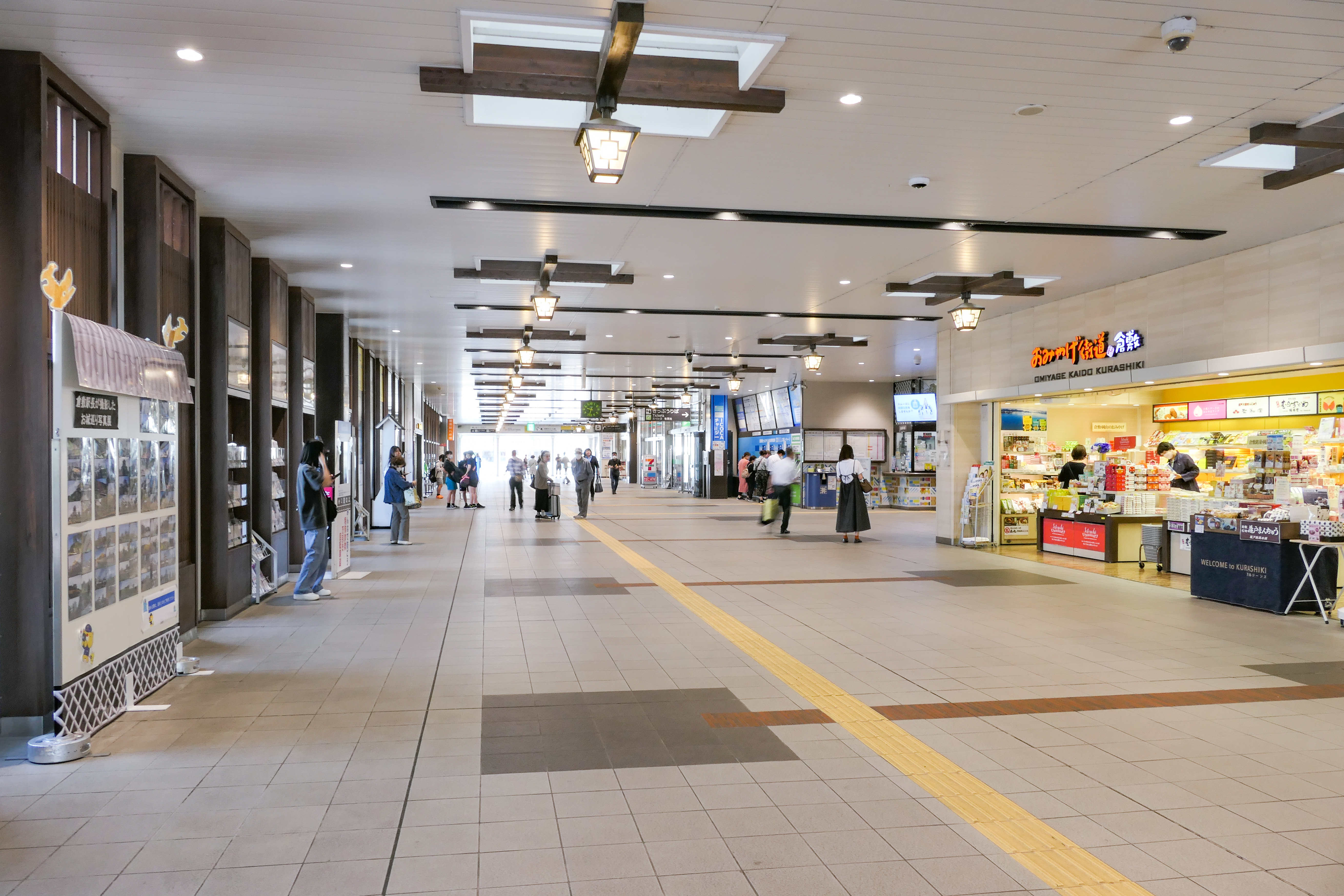
南北自由通路（2023年6月）
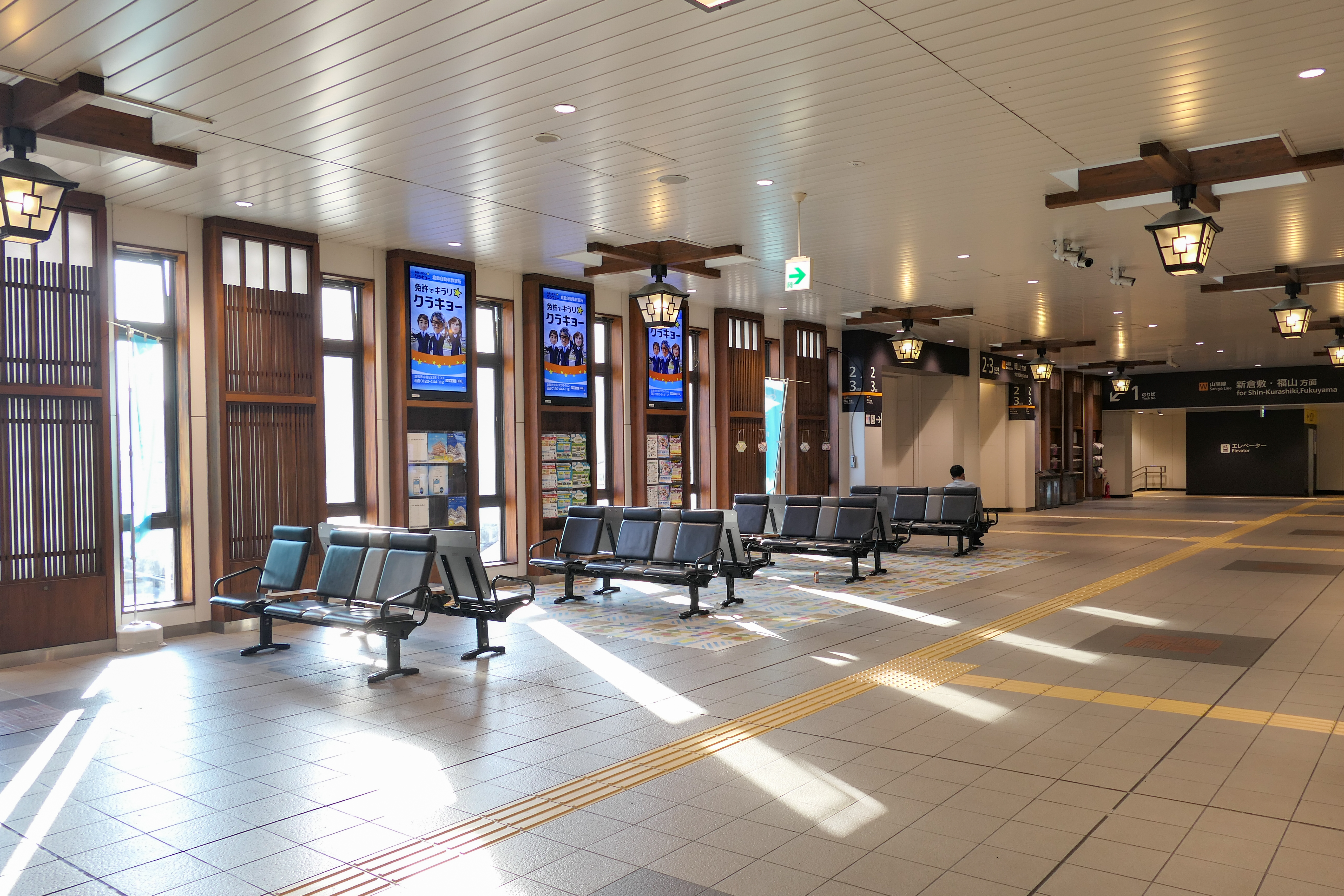
コンコース（2023年7月）
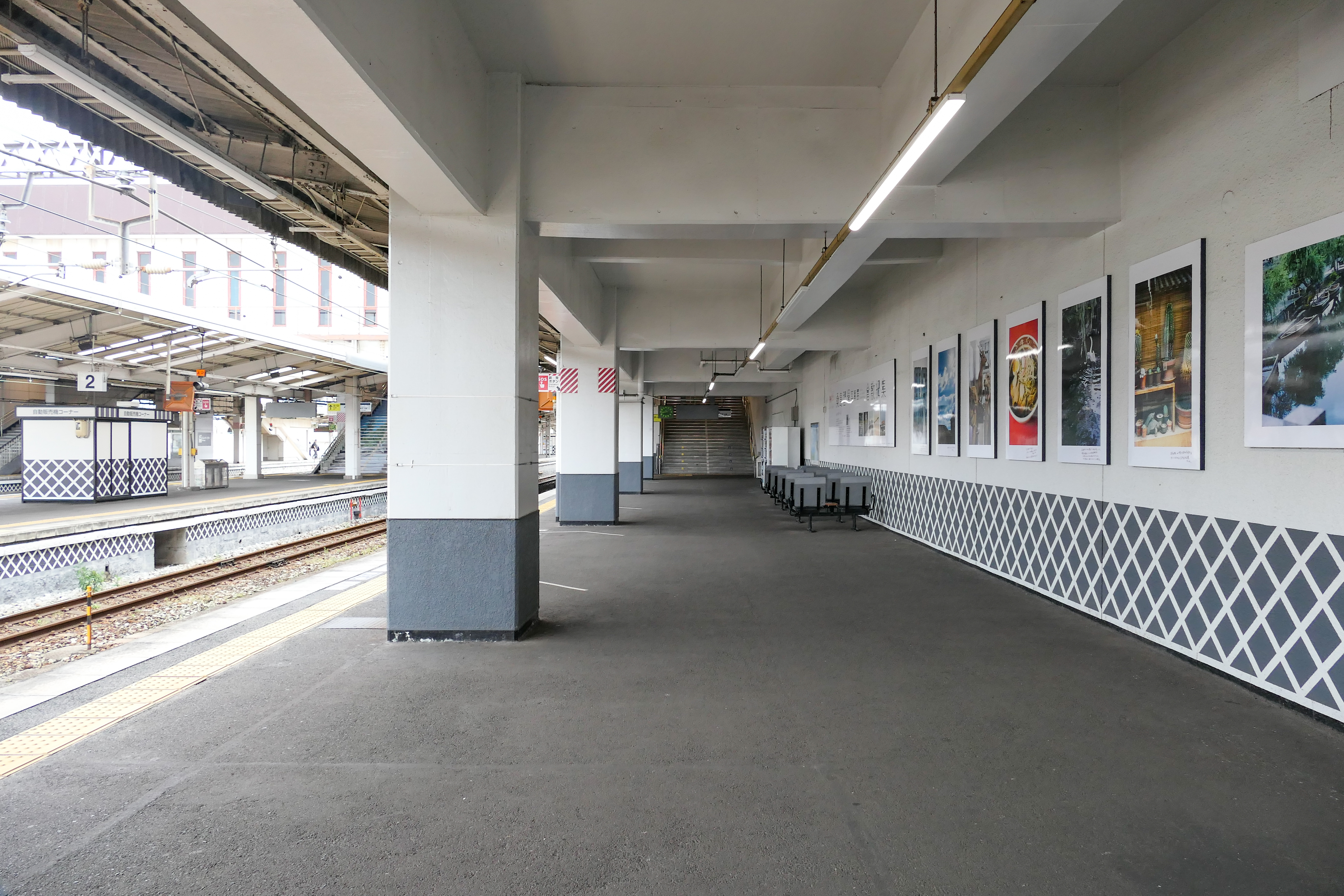
1番のりばホーム（2023年6月）
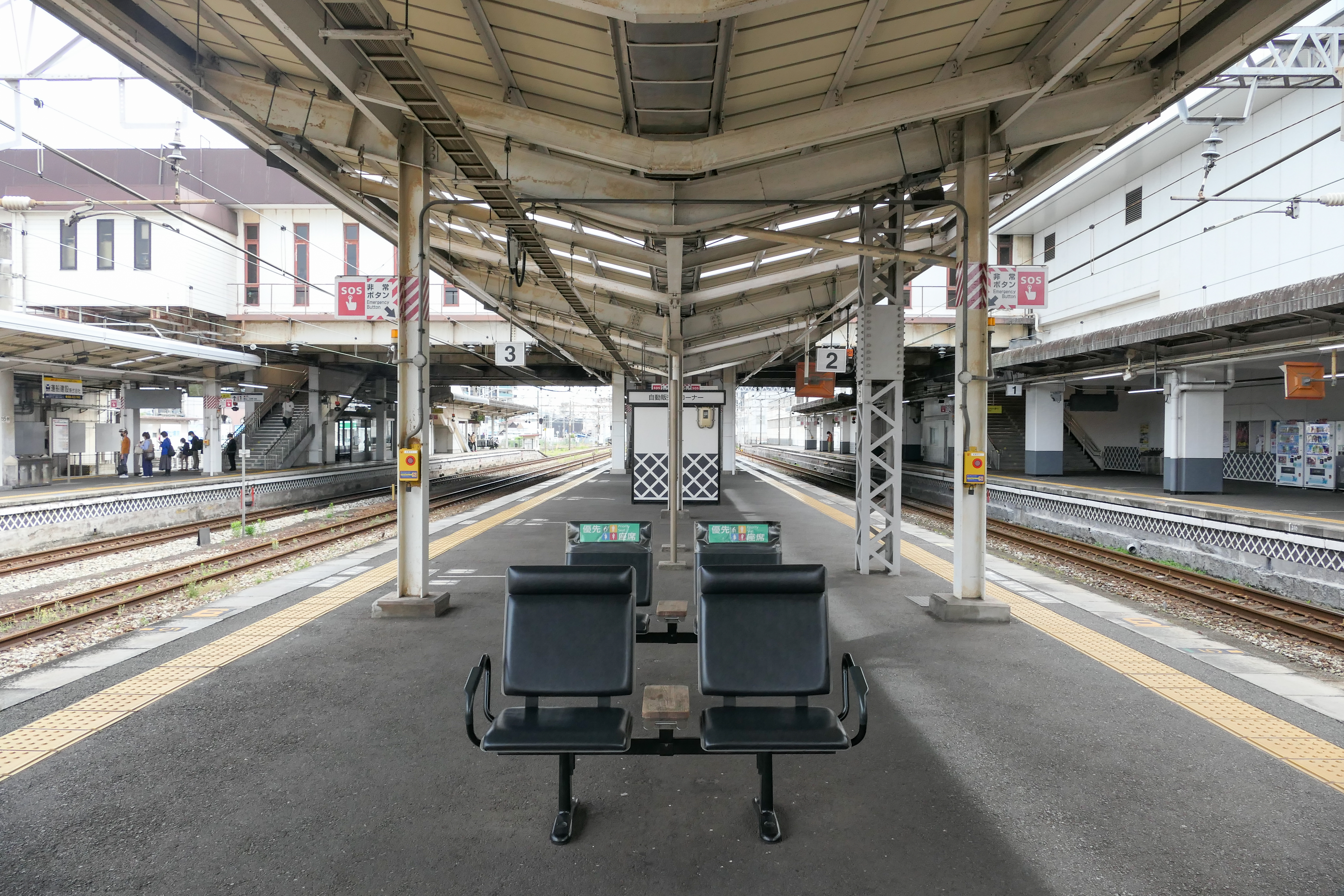
2・3番のりばホーム（2023年6月）
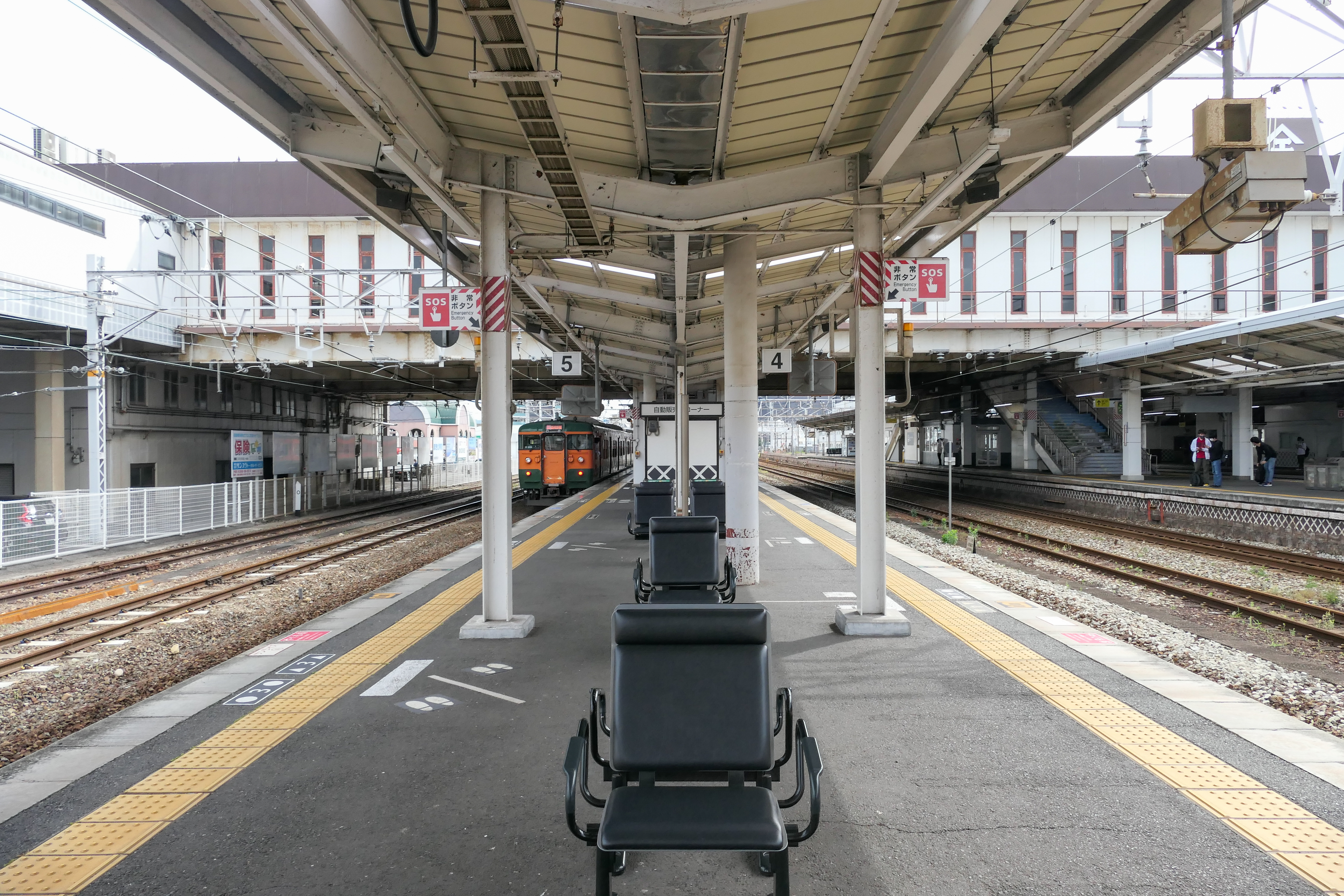
4・5番のりばホーム（2023年6月）
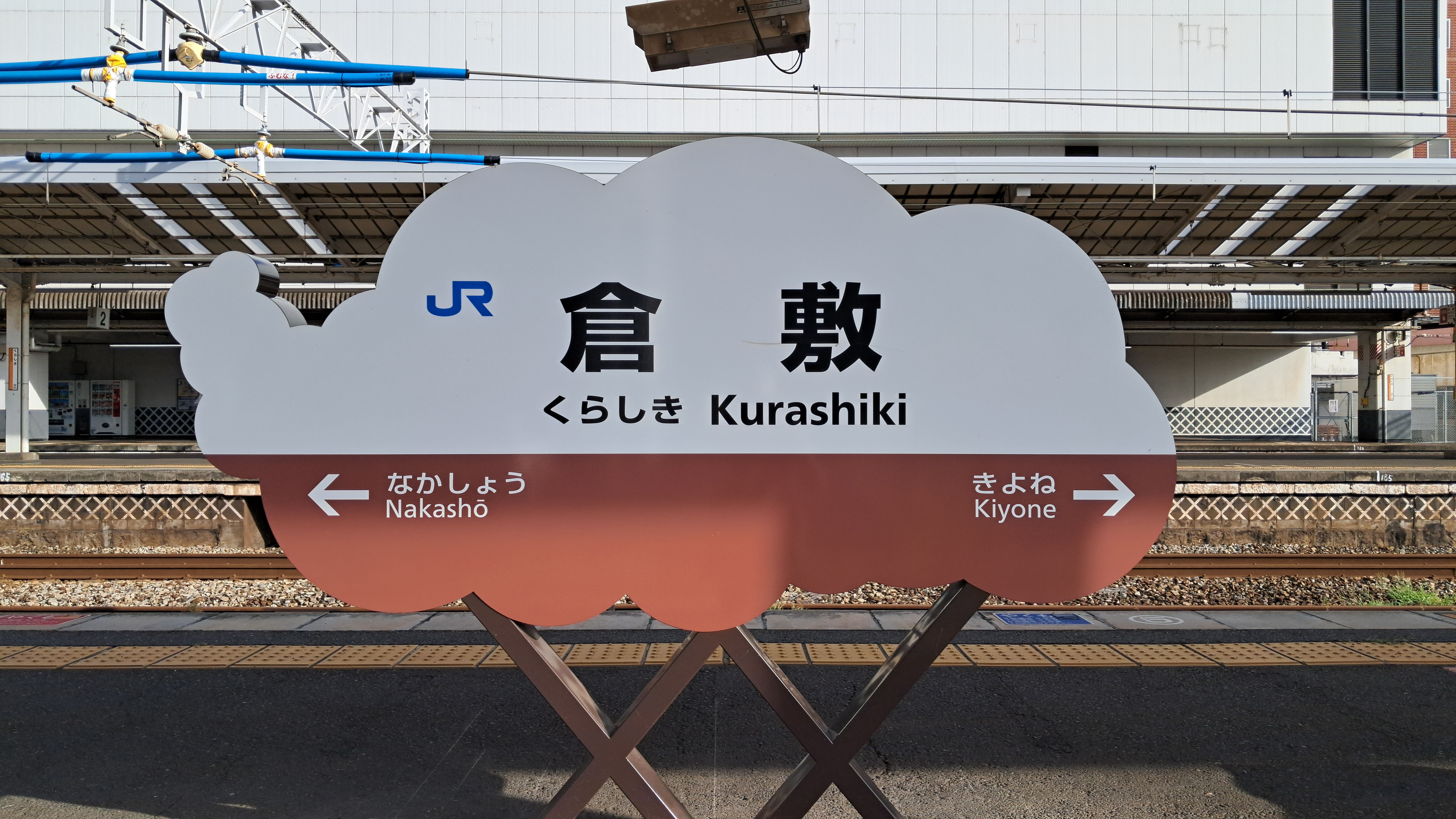
「やくも」デザイン駅名標（2024年9月）
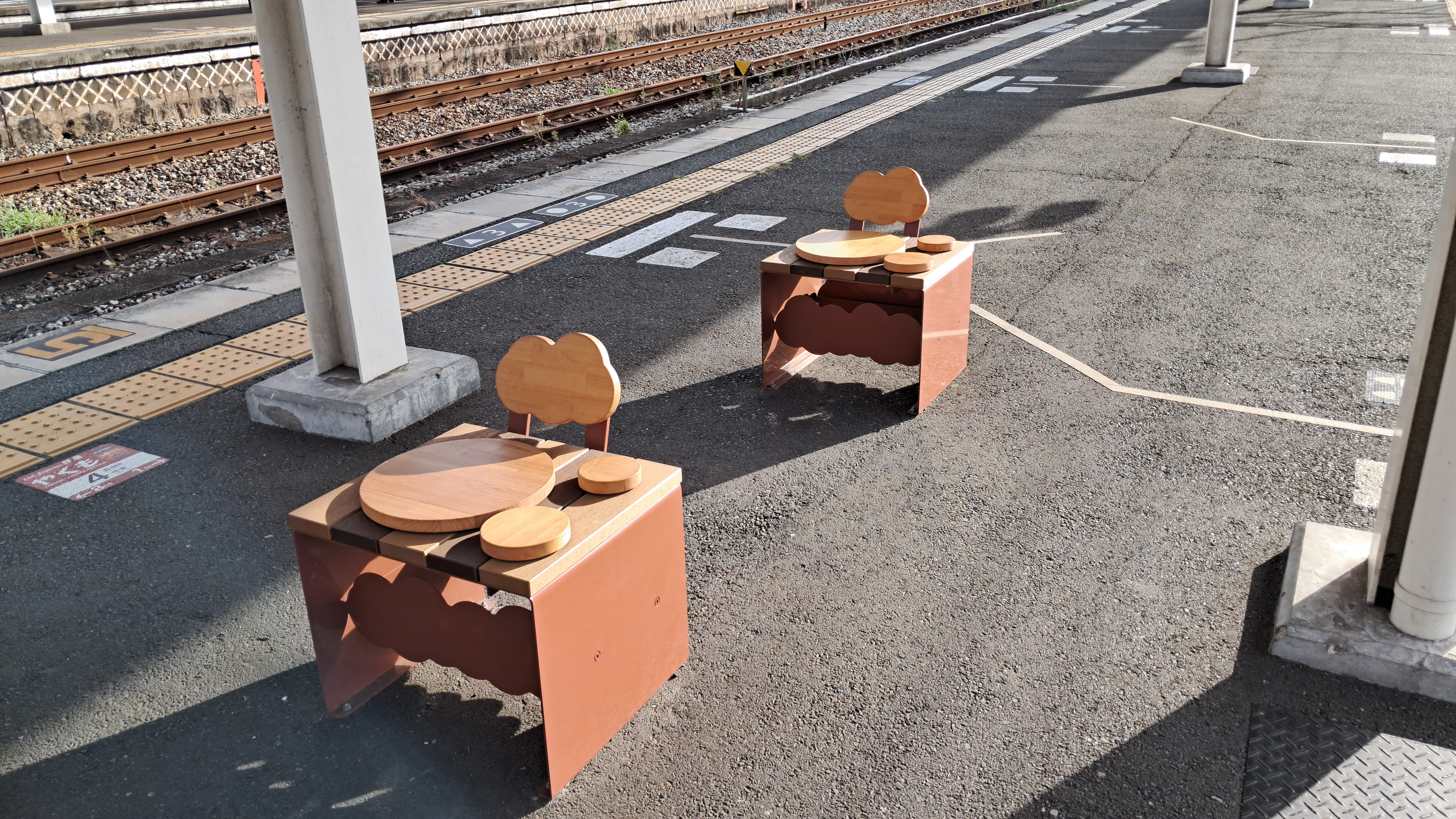
「やくも」デザインベンチ（2024年9月）

## 利用状況
「岡山県統計年報」によると、1日平均の乗車人員は14,507人（2021年度）。これは岡山県では岡山駅に次ぐ2位、中国地方では広島駅、岡山駅、福山駅に次ぐ4位である。同統計によると1994 - 2021年度の乗車人員は以下のようであった。
| 年度               | 乗車人員 | 乗車人員 | 乗車人員 | 出典        |
| 年度               | 普通     | 定期     | 合計     | 出典        |
| ------------------ | -------- | -------- | -------- | ----------- |
| 1994年（平成06年） |          |          | 17,791   |             |
| 1995年（平成07年） |          |          | 17,980   |             |
| 1996年（平成08年） |          |          | 18,010   |             |
| 1997年（平成09年） | 9,989    | 9,652    | 19,641   | [ 統計 3 ]  |
| 1998年（平成10年） | 9,391    | 9,506    | 18,897   | [ 統計 4 ]  |
| 1999年（平成11年） | 8,798    | 9,480    | 18,278   | [ 統計 5 ]  |
| 2000年（平成12年） | 8,302    | 9,378    | 17,680   | [ 統計 6 ]  |
| 2001年（平成13年） | 7,870    | 9,404    | 17,274   | [ 統計 7 ]  |
| 2002年（平成14年） | 7,607    | 9,184    | 16,791   | [ 統計 8 ]  |
| 2003年（平成15年） | 7,530    | 9,245    | 16,775   | [ 統計 9 ]  |
| 2004年（平成16年） | 7,367    | 9,049    | 16,416   | [ 統計 10 ] |
| 2005年（平成17年） | 7,203    | 9,121    | 16,324   | [ 統計 11 ] |
| 2006年（平成18年） | 7,032    | 9,226    | 16,258   | [ 統計 12 ] |
| 2007年（平成19年） | 7,016    | 9,353    | 16,370   | [ 統計 13 ] |
| 2008年（平成20年） | 7,150    | 9,533    | 16,683   | [ 統計 14 ] |
| 2009年（平成21年） | 6,499    | 9,479    | 15,978   | [ 統計 15 ] |
| 2010年（平成22年） | 6,604    | 9,599    | 16,203   | [ 統計 16 ] |
| 2011年（平成23年） | 7,502    | 9,931    | 17,432   | [ 統計 17 ] |
| 2012年（平成24年） | 8,021    | 10,457   | 18,478   | [ 統計 18 ] |
| 2013年（平成25年） | 8,028    | 11,037   | 19,065   | [ 統計 19 ] |
| 2014年（平成26年） | 7,968    | 10,848   | 18,816   | [ 統計 20 ] |
| 2015年（平成27年） | 8,082    | 11,153   | 19,236   | [ 統計 21 ] |
| 2016年（平成28年） | 8,227    | 11,012   | 19,239   | [ 統計 22 ] |
| 2017年（平成29年） | 8,232    | 11,201   | 19,433   | [ 統計 23 ] |
| 2018年（平成30年） | 8,162    | 11,203   | 19,365   | [ 統計 24 ] |
| 2019年（令和元年） | 8,214    | 11,263   | 19,477   | [ 統計 25 ] |
| 2020年（令和02年） | 4,375    | 10,104   | 14,479   | [ 統計 26 ] |
| 2021年（令和03年） | 4,686    | 9,821    | 14,507   | [ 統計 1 ]  |

## 駅周辺

### 南口

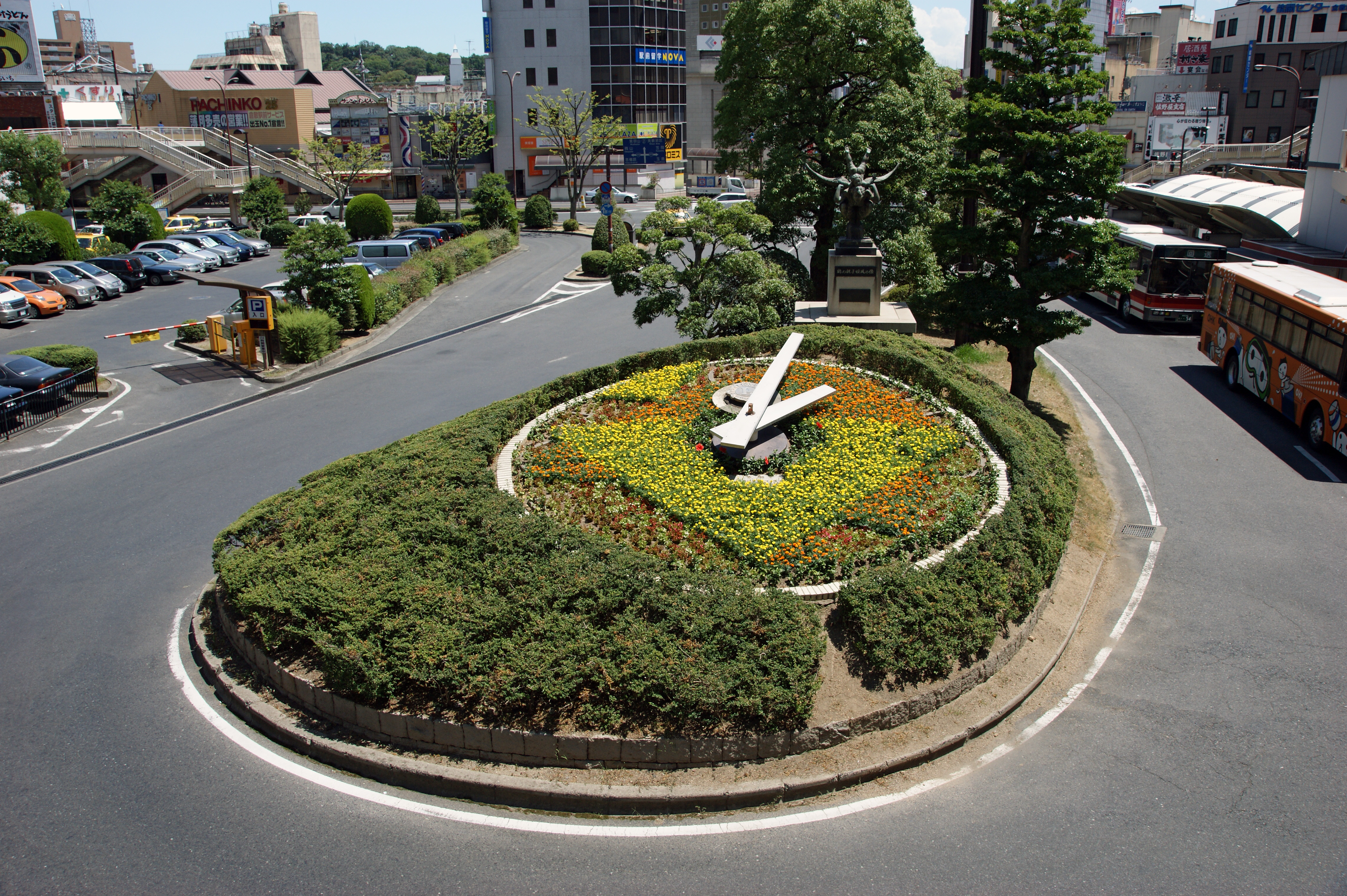
南口ロータリーの花時計（2008年）

威容を誇っていた駅ビル「倉敷駅ビルショッピングセンター・ルブラン」「ホテル倉敷」は地上8階建てから2階建てに縮小する工事（減築）を行い、2015年3月に竣工し、その後、同年4月27日に駅ビル内に新たな商業ゾーンとして「サンステーションテラス倉敷」（さんすて倉敷）が開業した。正面には時計台が、その下の駅前ロータリーには大きな花時計があり、観光都市倉敷を意識して整備されたことが窺える。コの字に作られたペデストリアンデッキは市街地を結び、通行人が多く休日は旅行者も見受けられる。
デッキから国道429号（旧国道2号）を渡ると両側には商店街が放射状に広がる。東へ延びる倉敷センター街は開閉式の新しいアーケードで整備された広い通りで、倉敷中央病院を代表とする医療機関や行政機関の多い美和一丁目・幸町方面へと繋がっている。駅正面から南へ延びる倉敷中央通りは倉敷美観地区へ通じている街のメインストリートで、春のハートランド倉敷や夏の天領まつりのメイン会場になる。西の一番街は夜になるとネオンや赤提灯の店が並ぶが、再開発によって大きく変貌しかつてあったアーケードは撤去されている。
- おみやげ街道
- くらしきシティプラザ西ビル
  - アパホテル〈倉敷駅前〉（旧倉敷ターミナルホテル）
  - 水島信用金庫倉敷駅前支店
  - 倉敷観光案内所
  - 倉敷駅前郵便局
  - 倉敷市役所倉敷駅前連絡所
  - みずほ銀行倉敷支店
- くらしきシティプラザ東ビル
  - 天満屋倉敷店（旧三越倉敷店）
- 中国銀行倉敷駅前支店
- 倉敷ステーションホテル
- ホテル グラン・ココエ倉敷
- あちてらす倉敷
- 倉敷美観地区

### 北口

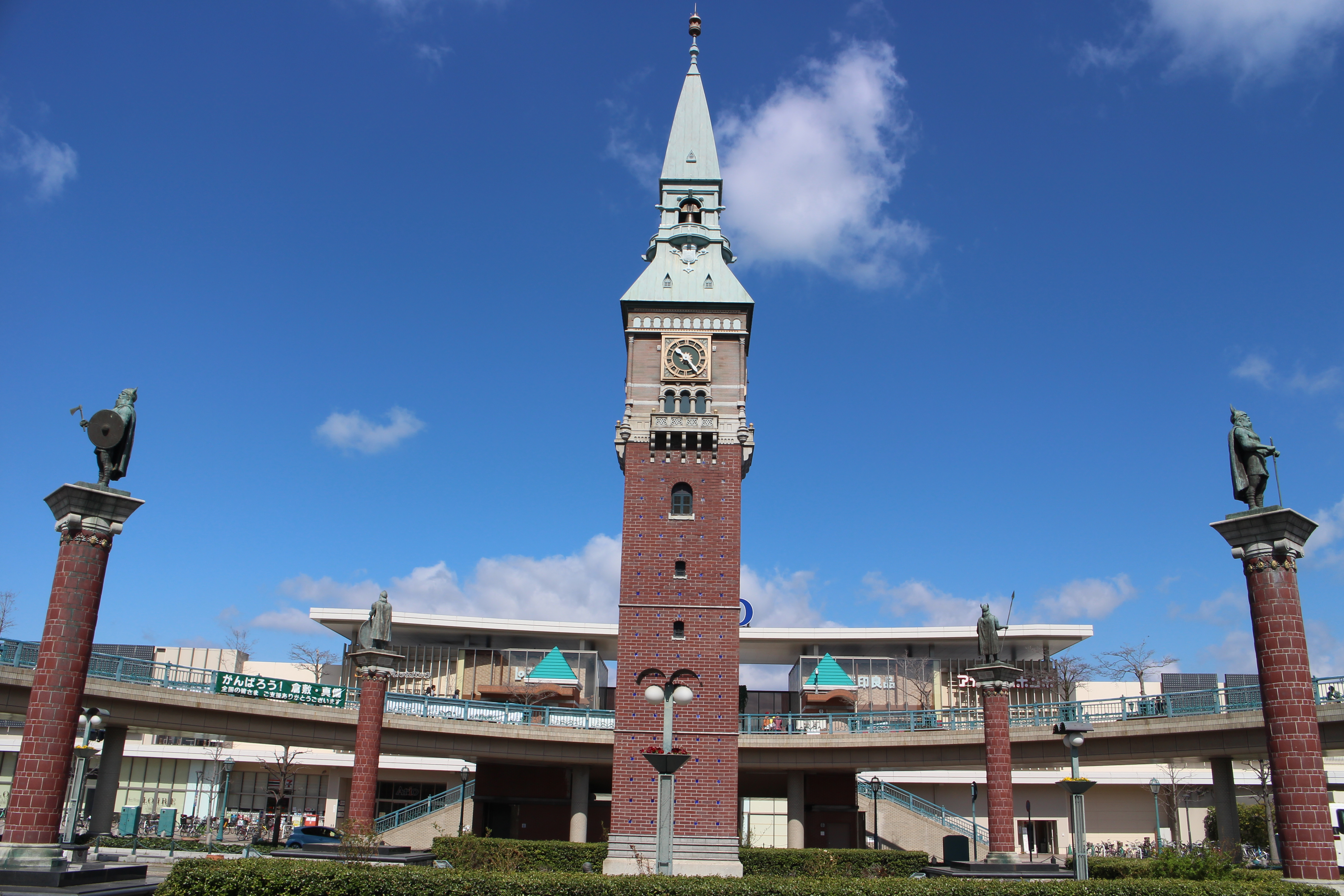
北口の時計台（2019年）

ペデストリアンデッキは、かつて同駅北口前に存在した倉敷チボリ公園に倣った北欧的な雰囲気で、小さな屋外ステージもある。駅前ロータリーにある時計台のからくり時計もアンデルセンの童話がテーマになっている。
建物が密集する南口とは異なり、商店や高い建物が少なく、朝夕のラッシュ時と休日以外はのどかである。また、各地へと運行される高速バス（昼行 及び 夜行の長距離バス等）の大半と、イオン倉敷を経由する循環バスはこちら側に発着する。
- リトルマーメイド
- トヨタレンタリース
- 倉敷寿町郵便局
- 岡山県道24号倉敷清音線
- クラボウドライビングスクール
- アリオ倉敷（倉敷チボリ公園跡地）
- 三井アウトレットパーク 倉敷（同上）
- 倉敷みらい公園（同上）
- 倉敷翠松高等学校
- コーナン倉敷北浜店

## バス路線

### 南口バスターミナル

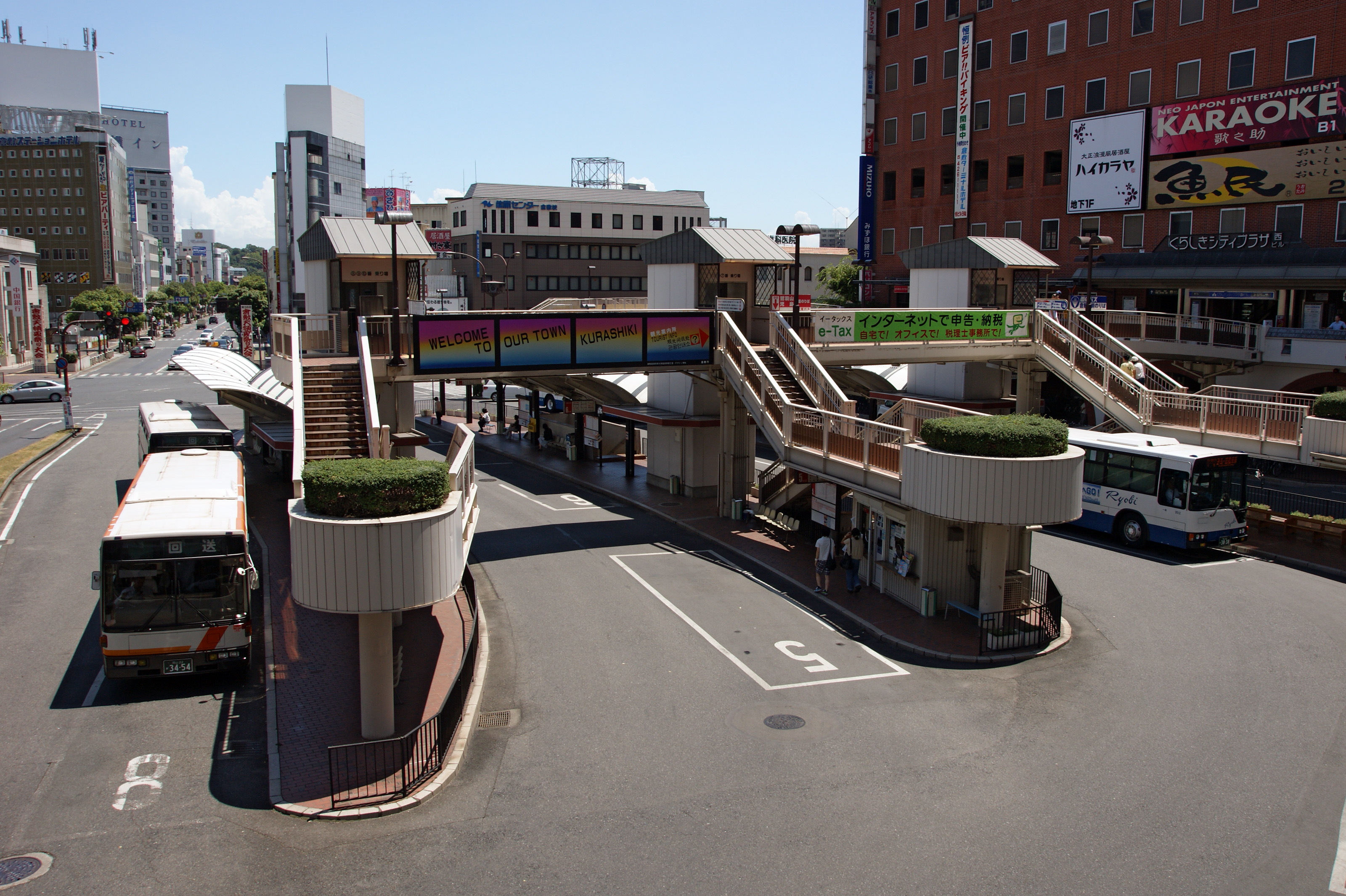
南口バスターミナル（2008年）

駅とペデストリアンデッキによって西ビル2階正面から連絡しておりエレベーターも各ホームに設置されている。東西のビルと市街地に通じる地下道もあるが移動手段は階段のみで、駅とは直接には繋がっていない。また、乗入れ会社と路線の減少により、過去に中国JRバスと中鉄バスが使用していた3番ホームはバス待機場や降車場として使用されている。
| ホーム | のりば | 運行事業者 | 路線名                   | 系統・行先                                             |
| ------ | ------ | ---------- | ------------------------ | ------------------------------------------------------ |
| 1      | 1      | 両備バス   | 岡倉線                   | ■ E11・E12：岡山駅                                     |
| 1      | 2      | 両備バス   | 小溝線                   | ■ 21：倉敷芸術科学大学 ■ 22：霞橋                      |
| 1      | 3      | 両備バス   | 吉岡線                   | ■ 31：倉敷芸術科学大学 ■ 32：霞橋 ■ 33：水島協同病院前 |
| 1      | 3      | 両備バス   | 倉敷循環線               | ■ C1・C2：市役所・倉商方面                             |
| 1      | 4      |            |                          | ■ 降車場                                               |
| 2      | 5      | 下電バス   | 塩生線                   | ■ 51：児島駅                                           |
| 2      | 5      | 下電バス   | 古城池線                 | ■ 55：児島駅                                           |
| 2      | 5      | 下電バス   | 茶屋町・成人病センター線 | ■ 73・74：成人病センター                               |
| 2      | 5      | 下電バス   | 中庄線                   | ■ 77：成人病センター                                   |
| 2      | 6      | 下電バス   | 天城線                   | ■ 62：児島駅                                           |
| 2      | 7      | 下電バス   | 中庄線                   | ■ 77・78：中庄団地・中庄駅                             |
| 2      | 7      | 下電バス   | 茶屋町・成人病センター線 | ■ 71・73：興除営業所 ■ 72・74：茶屋町駅                |
| 2      | 7      | 下電バス   | ■ 児島競艇場             |                                                        |
| 3      | 8      |            |                          | ■ 降車場                                               |
| 3      | 9      |            |                          | ■ 降車場                                               |
| 3      | 10     |            |                          | ■ 降車場                                               |

### 北口バス乗り場（高速バス・空港リムジンバス）
| のりば | 運行事業者                                      | 路線名                     | 系統（愛称）・行先 |
| ------ | ----------------------------------------------- | -------------------------- | --- |
| 1      | 両備バス                                        | イオン線                   | ■ 01：イオンモール倉敷 |
| 1      | 両備バス                                        | イオン・水江循環線         | ■ A1：イオンモール倉敷・クラレ                                                                                               |
| 2      | 中鉄バス 下電バス                               | 岡山桃太郎空港リムジンバス | ■ LK：岡山桃太郎空港 |
| 3      | 両備バス 東北急行バス                           | 東京 - 岡山・倉敷線        | ■ ルフラン号：横浜駅東口(YCAT)・東京駅八重洲通り・東北急行バス東京営業所 ■ ままかりライナー：東京駅八重洲通り・上野駅前・TDL |
| 3      | 両備バス 下電バス 小田急ハイウェイバス 関東バス | 東京 - 岡山・倉敷線        | ■ ルミナス・マスカット号：バスタ新宿                                                                                         |
| 3      | 両備バス 名鉄バス                               | 倉敷・岡山 - 名古屋線      | ■ リョービエクスプレス名古屋号：名鉄BC（名古屋駅）                                                                           |
| 3      | 両備バス 下電バス JRバス中国                    | 大阪 - 岡山・倉敷線        | ■ リョービエクスプレス：USJ・湊町（OCAT）・なんば高速バスターミナル・大阪駅・大阪国際空港                                    |
| 3      | 両備バス 下電バス 京阪京都交通                  | 倉敷・岡山 - 京都線        | ■ 京都エクスプレス号：京都駅烏丸口                                                                                           |
| 3      | 両備バス 下電バス 西日本鉄道                    | 福岡・小倉 - 岡山・倉敷線  | ■ ペガサス号：天神・博多・小倉駅前                                                                                           |
| 4      | WILLER EXPRESS                                  | 東京 - 岡山・倉敷線        | ■ WILLER EXPRESS：バスタ新宿・TDL                                                                                            |
| 4      | 千葉みらい観光バス                              | 東京 - 岡山・倉敷線        | ■ KBライナー：バスタ新宿 |
| 4      | ジャムジャムエクスプレス                        | 東京 - 岡山・倉敷線        | ■ JAMJAMライナー：横浜駅東口（YCAT）・東京駅八重洲口（鍛冶橋駐車場）                                                         |
| 4      | 西坂地区コミュニティタクシー 「やまびこ号」     |                            | T02：西坂台団地 |
| 4      | 雪舟くん                                        | 倉敷中央病院往復便         | st-1：総社駅 |
| 4      | 東酒津地区コミュニティタクシー 「チェリー号」   |                            | T06：東酒津 |

## 隣の駅
西日本旅客鉄道（JR西日本）
 山陽本線
中庄駅 (JR-W04) - 倉敷駅 (JR-W05) - 西阿知駅 (JR-W06)
 伯備線（岡山駅 - 倉敷駅間は山陽本線）
- 特急「やくも」・寝台特急「サンライズ出雲」停車駅

■普通
中庄駅 (JR-V04) - 倉敷駅 (JR-V05) - 清音駅 (JR-V06)